# Gare de Longroy - Gamaches
La gare de Longroy - Gamaches est une gare ferroviaire française de la ligne d'Épinay - Villetaneuse au Tréport - Mers, située sur le territoire de la commune de Longroy, dans le département de la Seine-Maritime, en région Normandie. Elle se trouve à proximité de Gamaches, commune du département de la Somme, en région Hauts-de-France.
Elle est mise en service, en 1872 par la Compagnie du chemin de fer du Tréport. Après sa faillite, son exploitation est reprise par la Compagnie des chemins de fer du Nord en 1881.
C'est une halte de la Société nationale des chemins de fer français (SNCF), desservie par des trains régionaux du réseau TER Hauts-de-France.

## Situation ferroviaire
Établie à 29 mètres d'altitude, l'ancienne gare de bifurcation de Longroy - Gamaches est située au point kilométrique (PK) 166,383 de la ligne d'Épinay - Villetaneuse au Tréport - Mers, entre les gares ouvertes de Blangy-sur-Bresle et d'Eu. Elle était également au PK 83,6 de la ligne de Canaples à Longroy - Gamaches (déclassée).

## Histoire
L'arrivée du chemin de fer « à ou près » de Gamaches est confirmée par le tracé inclus dans la déclaration d'utilité publique du chemin de fer d'Abancourt au Tréport, le 18 décembre 1869.

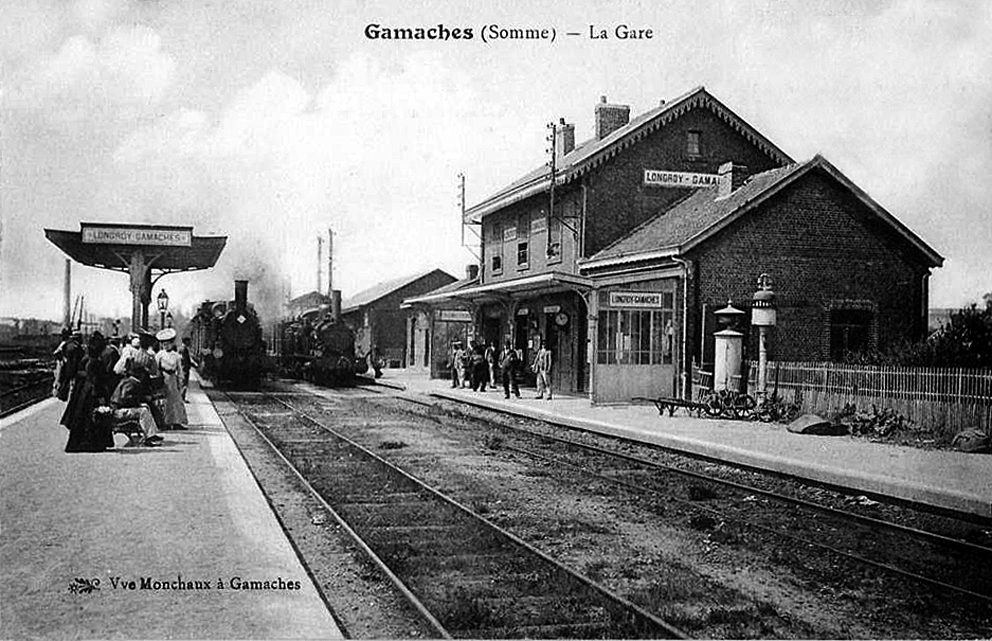
Intérieur de la gare vers 1900.

La station de Gamaches est mise en service le 12 mai 1872 par la Compagnie du chemin de fer du Tréport, lorsqu'elle ouvre à l'exploitation la section de Gamaches au Tréport. Le 15 mai de la même année elle est également desservie par des trains en provenance de la gare de Longpré-les-Corps-Saints, avec l'ouverture à l'exploitation de la section de Longpré à Gamaches par la Compagnie de Frévent à Gamaches.
Après la faillite de la société d'origine en 1880, la gare est exploitée par la Compagnie des chemins de fer du Nord dès le 1er octobre 1881, avant de faire partie en 1883 de son réseau d'intérêt général par décision de l'État.
En 1960, c'est une gare de la SNCF, indiquée « Longroy-Gamaches», disposant d'un bâtiment, d'une voie d'évitement et plusieurs voies de service de part et d'autre de la ligne, située au PK « 165+860 ».
En 2012, Longroy - Gamaches est un point d'arrêt non géré (PANG) qui dispose de deux voies et deux quais que l'on peut traverser par un passage planchéié. Néanmoins seule une voie est utilisée.

## Fréquentation
De 2015 à 2021, selon les estimations de la SNCF, la fréquentation annuelle de la gare s'élève aux nombres indiqués dans le tableau ci-dessous.
| Année     | 2015  | 2016  | 2017  | 2018  | 2019 | 2020 | 2021  |
| --------- | ----- | ----- | ----- | ----- | ---- | ---- | ----- |
| Voyageurs | 3 376 | 2 731 | 2 093 | 1 346 | 744  | 948  | 3 056 |

## Service des voyageurs

### Accueil
La halte est un point d'arrêt non géré (PANG) à accès libre.

### Desserte
Longroy - Gamaches est desservie par des trains TER Hauts-de-France, qui effectuent des missions entre les gares de Beauvais, ou d'Abancourt, et du Tréport - Mers (ligne P30).

### Intermodalité

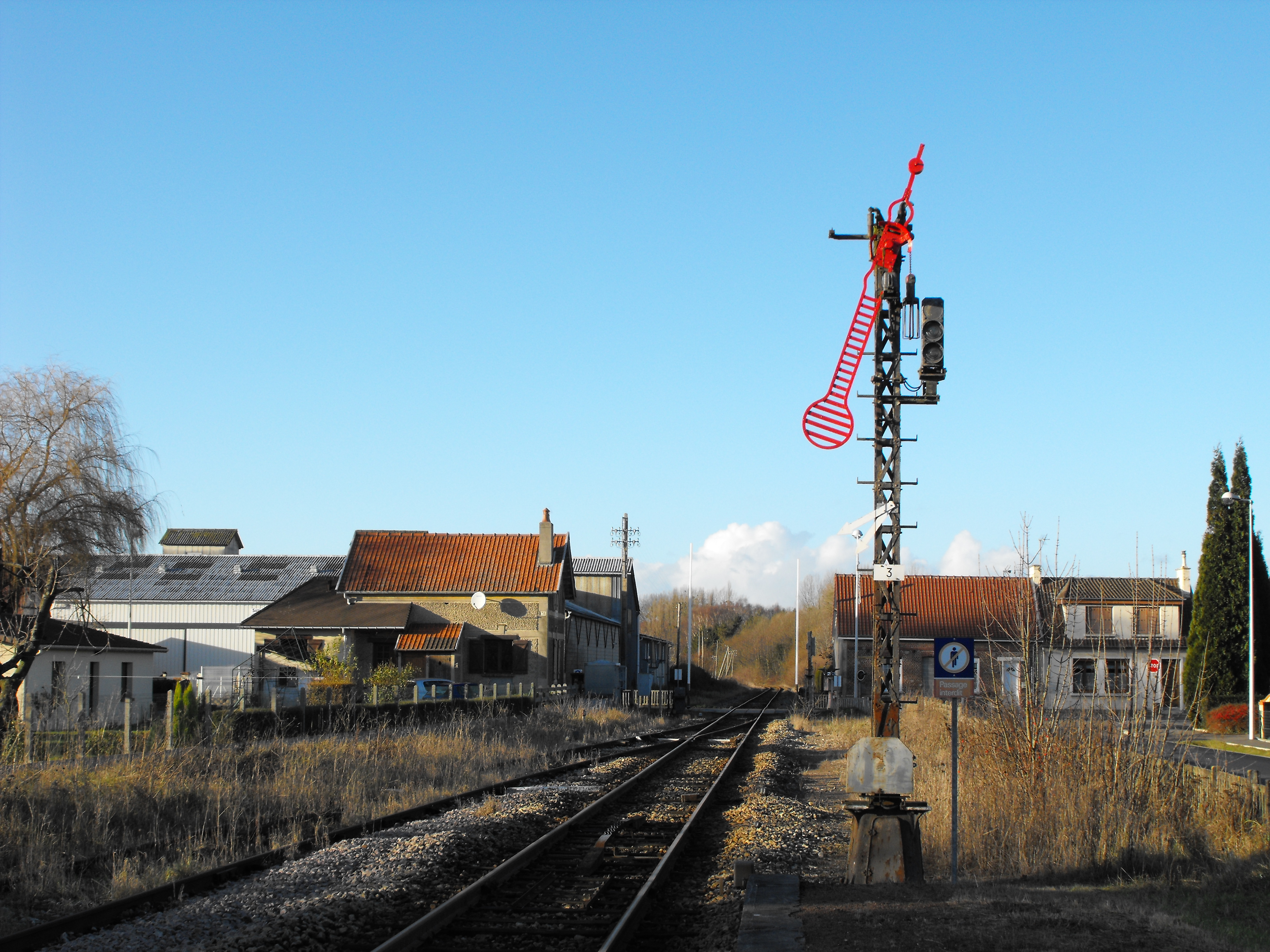
Signalisation mécanique en gare.

Le stationnement des véhicules est possible à proximité de l'ancien bâtiment voyageurs.

## Patrimoine ferroviaire
Le premier bâtiment voyageurs est construit par la Compagnie du chemin de fer du Tréport, avant sa reprise par la Compagnie des chemins de fer du Nord. Il partage des points communs avec celui de la gare d'Aumale
Le corps principal, assez large, comporte trois travées sur les faces latérales ainsi que sur le mur transversal droit. Sur la gauche se trouve une aile basse de deux travées. Une marquise sera plus tard ajoutée par la compagnie du Nord.
Le bâtiment actuel, de style moderne, résulte soit d'une construction neuve durant la seconde moitié du XXe siècle, soit d'un remaniement important du bâtiment d'origine, aux dimensions similaires. Composé d'un corps principal de quatre travées (cinq côté rue) et d'une aile basse de deux travées, il est à l'abandon et muré.